# Mohammed ad-Daía
Mohammed ad-Daía (arabul محمد الدعيع – Muḥammad ad-Daʿīʿ; Tábúk, 1972. augusztus 2. –) szaúd-arábiai labdarúgó. A világ legtöbb válogatott mérkőzésen pályára lépő labdarúgókapus.